# الردود البريطانية على المذابح المعادية لليهود في الإمبراطورية الروسية

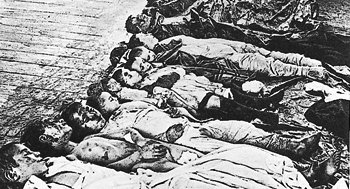
ضحايا يهود لإحدى المذابح التي وقعت في إيكاترينوسلاف عام 1905

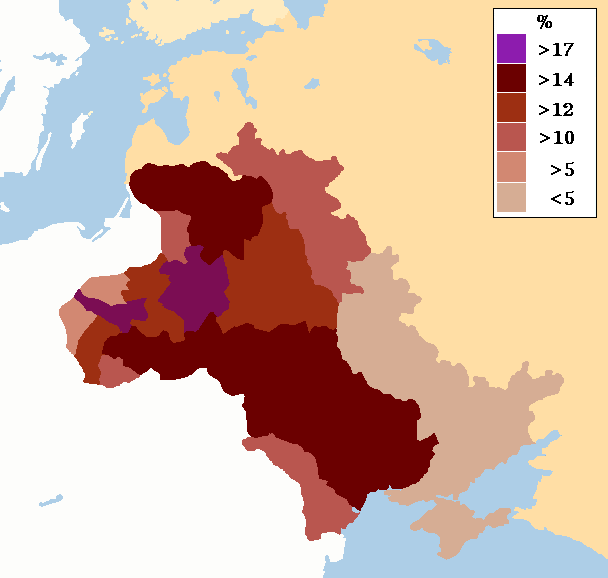
خريطة توضح نطاق الاستيطان

اشتُقت كلمة «pogrom: بمعنى مذبحة» من الكلمة الروسية «погром: والتي تعني التدمير أو إحداث الفوضى». في روسيا، استخدِمت كلمة مذبحة لأول مرة لوصف الهجمات المعادية للسامية التي أعقبت اغتيال القيصر ألكسندر الثاني عام 1881. كانت هناك موجة ثانية من المذابح في أوائل القرن العشرين، بين عامي 1903 و1906. على الرغم من وجود «موجتين» فقط من المذابح، لكن ثقافة معاداة السامية كانت موجودة منذ قرون.
وقعت معظم المذابح، إن لم يكن كلها، في نطاق الاستيطان. أجبرت السلطات الروسية يهود روسيا على العيش داخل «نطاق الاستيطان». ومع ذلك، لم يكن نطاق الاستيطان ملاذًا آمنًا لليهود وتعرضوا للتمييز بقسوة –فضاعفوا الضرائب عليهم وحرموهم من مواصلة التعليم.
أثارت المذابح ردود فعل عامة متضاربة في بريطانيا ما بين التعاطف والقلق. أثارت هذه المذابح المعادية لليهود مشاعر الريبة لدى السكان اليهود الروس، وساهمت في ارتفاع مستويات الهجرة الغربية من البلاد. كانت بريطانيا مكانًا للجوء إلى جانب أمريكا، وخاصة المدن الكبرى مثل لندن، وليفربول، ومانشستر. في هذه الأثناء، أصبح الحصول على عمل أكثر صعوبة، الأمر الذي أدى إلى تفاقم الرأي العام البريطاني العدائي أكثر فأكثر. والواقع أن قدرًا كبيرًا من المشاعر المعادية لليهود نشأت بين الحركات النقابية التي كانت قلقة إزاء صعوبة الحصول على عمل. على الرغم من هجرة اليهود الروس بعيدًا عن مضطهديهم الروس، بقي اللوم واقعًا عليهم وإن كان المجتمع مجتمعًا مختلفًا.

## آثار المذابح على المجتمع البريطاني
أقنعت المذابح العديد من اليهود الروس بالفرار من روسيا والهجرة إلى الغرب. غير أن المستويات الهائلة للهجرة حولت التعاطف الأولي في النهاية إلى سخط اجتماعي عام. في بريطانيا، على سبيل المثال، ألقي اللوم على اليهود الروس لتغييرهم المناظر الطبيعية في المناطق التي استوطنوها ولطردهم السكان الإنجليز. زارت لجنة الصرف الصحي التابعة لمجلس الأوصياء اليهودي 1740 منزلًا للمهاجرين الروس، وكان عدد المنازل التي لا يصلها الصرف الصحي 1621 منزلًا. رأى الكثيرون في مناطق المهاجرين المتجمعة هذه «بؤرًا للمرض» وخشوا أن يتسبب ذلك في أوبئة قد تكون مكلفة على حياة الإنجليز. أدى هذا إلى ظهور وجهة نظر مفادها أن اليهودي الروسي كان منحطًا أخلاقيًا واجتماعيًا، الأمر الذي أدى بدوره إلى زيادة «معاداة السامية». ومما لا شك فيه أن التدفق اليهودي خلق اكتظاظًا سكانيًا واعتبِر مسؤولًا مباشرةً عن ارتفاع أسعار الإيجارات ومشاكل الإسكان.
تنافس اليهود الروس مع الطبقة العاملة البريطانية على الوظائف. انتقل العديد من المهاجرين إلى الطرف الشرقي من لندن فأدى ذلك إلى إضعاف النسيج الاجتماعي الذي كان ضعيفًا بالفعل. كان المهاجرون اليهود أكثر استعدادًا للعمل لساعات أطول في ظروف عمل سيئة وبأجر أقل من زملائهم البريطانيين، ما قلل من قيمة القوة العاملة للسكان الأصليين. أيضًا، بالنسبة للعديد من أعضاء المجتمع البريطاني، كان يوم الأحد يعتبر يومًا للراحة. كان عدم اتباع هذا التقليد المسيحي والبريطاني يعتبر فضيحة. أشار المؤرخ برنارد غينر إلى أن المهاجر الأجنبي كان أكثر استعدادًا للعمل يوم الأحد، بدلًا من التوافق مع المجتمع البريطاني، وهذا الأمر سبب الكثير من الإزعاج. عزز هذا الكراهية البريطانية تجاه المهاجرين اليهود.

## الرد البريطاني على المذابح وتأثير ذلك على المجتمع البريطاني

### الرد السياسي البريطاني
كان هناك خلاف سياسي حزبي حول دور الحكومة البريطانية في روسيا وما إذا كان عليها التدخل. لم تتدخل بريطانيا وركزت على إدخال تشريعات محلية للسيطرة على آثار المذابح على بريطانيا. في أوائل تسعينيات القرن التاسع عشر، مارس النواب المحافظون الضغط على الحكومات الليبرالية لإدخال تشريعات من شأنها تقييد التدفق الجماعي ليهود وسط أوروبا إلى بريطانيا. سعى المحافظون إلى إزالة نظام الهجرة غير الخاضع للرقابة الذي سمح للعديد من اليهود الروس بدخول بريطانيا. واعتبر ذلك ردًا مباشرًا على المذابح المعادية لليهود في روسيا القيصرية. اعتقد السياسي المحافظ الرائد إيفانز-غوردن أن «الهجرة كان لها تأثير ضار على الظروف الأخلاقية والمالية والاجتماعية للشعب [البريطاني]، ما أدى إلى خفض المستوى العام للحياة».
غير أن التشريع المناهض للأجانب لم يعرض على البرلمان إلا في القرن التاسع عشر. في مارس 1904 حاول وزير الداخلية المحافظ أريتاس أكيرس-دوغلاس إدخال قانون الأجانب. وكانت حجته أن المهاجرين الأجانب سببوا الاكتظاظ والتوترات في مجتمعات الطبقة العاملة، ما هدد القانون والنظام. ومع ذلك، أدانت المعارضة الليبرالية هذا باعتباره خطأ من حيث المبدأ والممارسة. اعتبِر القانون قاسيًا للغاية ورُفض لاحقًا.
ومع ذلك، أعلنت حكومة المحافظين إعادة العمل بقانون الأجانب في عام 1905، مما يدل على أن التشريعات المناهضة للأجانب كانت جزءًا ثابتًا من سياسة حكومتهم. قُدِّم قانون الأجانب الثاني في أوائل عام 1905 كصيغة معدلة لسابقه الفاشل. سعى قانون الأجانب لعام 1905 إلى منح موظفي الهجرة سلطة استبعاد أولئك الذين اعتبروا ضارين بالمجتمع البريطاني. وعندئذ سيكون بوسع موظفي الهجرة أن يقرروا، بالتزامن مع عمليات التفتيش الطبي، ما إذا كانوا سيسمحون بدخول المهاجرين إلى البلد أم لا.
على الرغم من أن بعض المحافظين ضغطوا على الحكومة لقبول التشريعات التقييدية، لكن بعضهم استخدم ذلك كوسيلة لكسب المزيد من الدعم في الانتخابات العامة عام 1906. سعى قانون الأجانب للفوز بأصوات الطبقة العاملة أو الاحتفاظ بها في المناطق التي يوجد بها عدد كبير من المهاجرين والتي كان فيها التوظيف أمرًا صعب المنال.
شكل التشريع التقييدي الأصلي تهديدًا كبيرًا للتقليد الليبرالي الفيكتوري المتمثل في حرية الحركة لشعوب بريطانيا. وكجزء من سياستهم التجارية الحرة، اعتقدت الحكومة الليبرالية أن بريطانيا يجب أن تكون ملاذًا آمنًا لأولئك الذين يعانون من الاضطهاد. عندما عادت الحكومة الليبرالية إلى السلطة في عام 1906، خشي العديد من المحافظين إلغاء قانون الأجانب. غير أن هذا التشريع التقييدي، الذي اعتبِر «قانونًا للبلاد»، لم يلغَ. وعدل الليبراليون القانون بزيادة مرونته من أجل جعل دخول الناس إلى البلد أسهل وأقل تقييدًا. اختلف الليبراليون مع المحافظين على التقييد، وهذا يدل على الرد السياسي المتنازع عليه في بريطانيا فيما يتعلق بآثار المذابح المعادية لليهود في روسيا القيصرية.

## ما بعد الكارثة
أثرت المذابح على بريطانيا بعدة طرق. وأدت الزيادة في الهجرة إلى رد فعل إعلامي ضد اليهود أدى إلى قانون الأجانب لعام 1905. أبطأ القانون هجرة اليهود الروس.
على المدى الطويل، استمر وعد بلفور بالحفاظ على خطوط المحافظين التقليدية في السياسة الخارجية البريطانية الحازمة المتمثلة بالسعي لمساعدة اليهود في الخارج دون وصول مستويات الهجرة إلى ما وصلت إليه قبل عام 1905. تناقضت السياسة الخارجية البريطانية التدخلية لصالح اليهود في السنوات اللاحقة بشكل صارخ مع الانعزالية المؤقتة في أواخر العصر الفيكتوري في بريطانيا.